# Új-Georgia-szigeti törpejégmadár
Az Új-Georgia-szigeti törpejégmadár (Ceyx collectoris) a madarak osztályának szalakótaalakúak (Coraciiformes) rendjébe és a jégmadárfélék (Alcedinidae) családjába tartozó faj.

## Rendszerezése
A fajt Lionel Walter Rothschild és Ernst Hartert írták le 1901-ben, a Ceyx lepidus alfajaként Ceyx lepidus collectoris néven. Egy 2013-ban lezajlott molekuláris biológiai vizsgálatsorozat során kiderült, hogy a különböző szigeteken élő alfajok nagy mértékben különböznek egymástól genetikailag, így különálló fajokká minősítésük indokolt.

## Előfordulása
A Salamon-szigetek területén honos. Természetes élőhelyei a szubtrópusi és trópusi síkvidéki esőerdők és bokrosok, valamint édesvizes élőhelyek.

## Megjelenése
Testhossza 14 centiméter.

## Természetvédelmi helyzete
Az elterjedési területe kicsi, egyedszáma ugyan csökken, de még nem éri el a kritikus szintet. A Természetvédelmi Világszövetség Vörös listáján nem fenyegetett fajként szerepel.